# Кунгсер
Кунгсер (швед. Kungsör) — містечко (tätort, міське поселення) у центральній Швеції в лені Вестманланд. Адміністративний центр комуни  Кунгсер.

## Географія
Містечко знаходиться у південній частині лена Вестманланд за 135 км на захід від Стокгольма.

## Історія
У 1907 році Кунгсер отримав статус чепінга.

## Герб міста
Герб торговельного містечка (чепінга) Кунгсер отримав королівське затвердження 1941 року.
Сюжет герба: щит перетятий, у верхньому синьому полі золота відкрита корона, у нижньому срібному – синя хвиляста балка, поверх яких — червоний стовп.
Корона і фігури нижнього поля символізую поняття королівський брід і пов’язані з трьома шведськими королями.
Після адміністративно-територіальної реформи, проведеної в Швеції на початку 1970-х років, муніципальні герби стали використовуватися лишень комунами. Цей герб був 1971 року перебраний для нової комуни Кунгсер. 

## Населення
Населення становить 6 164 мешканців (2018). 

## Спорт
У поселенні базується футбольний клуб Кунгсер БК, хокейний Кунгсер ГК та інші спортивні організації.

## Галерея

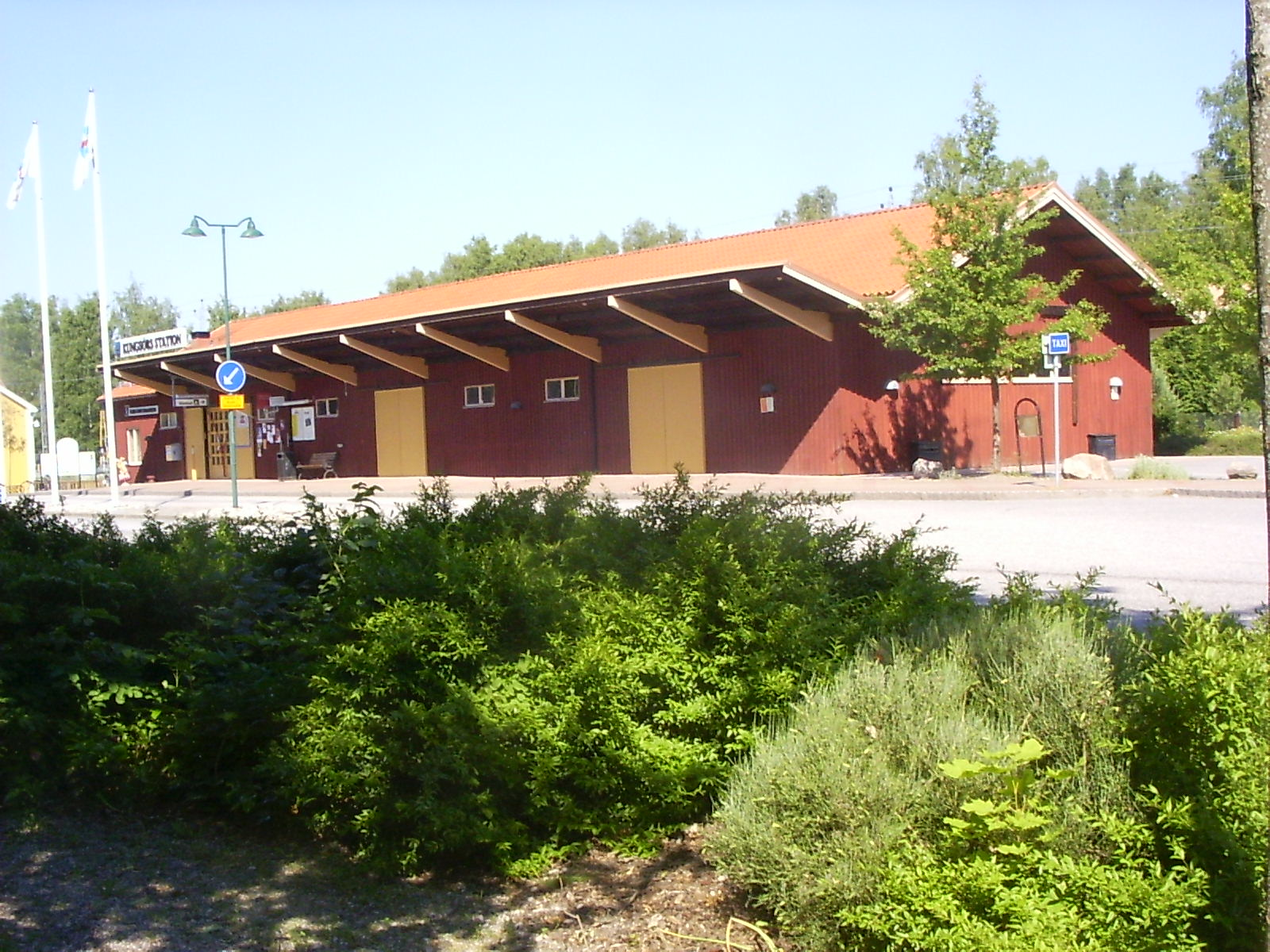
Залізнична станція
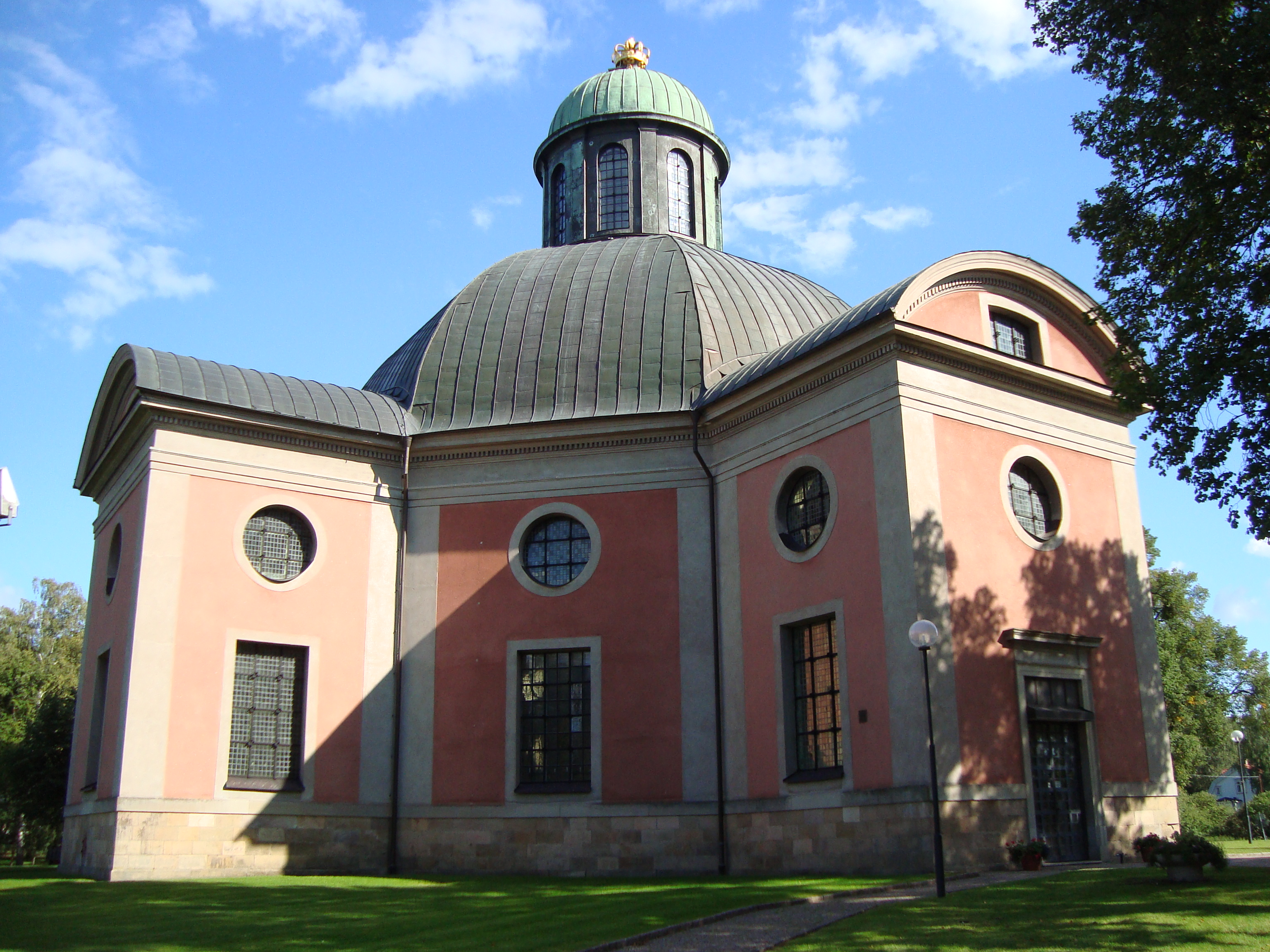
Церква
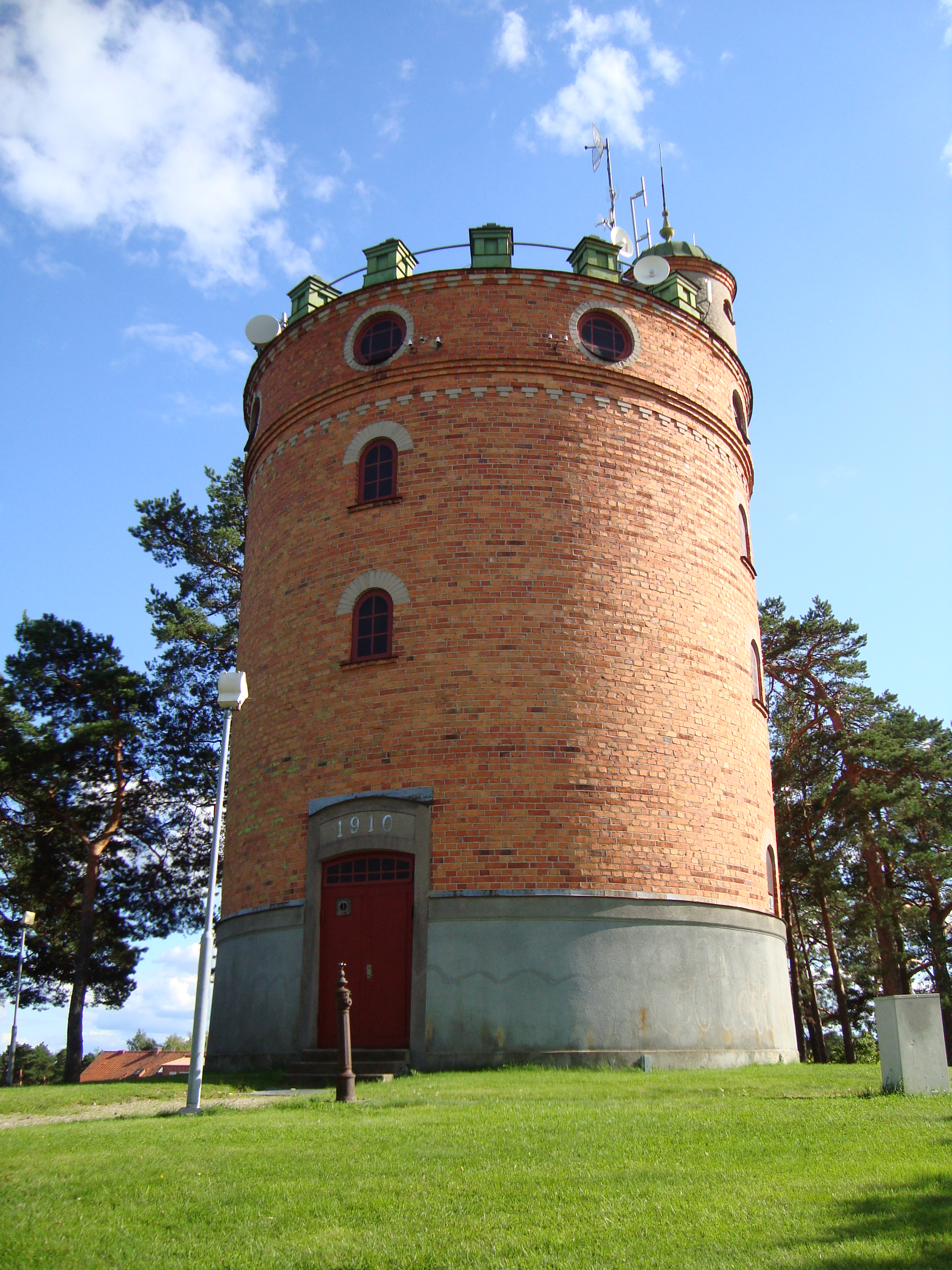
Водонапірна вежа
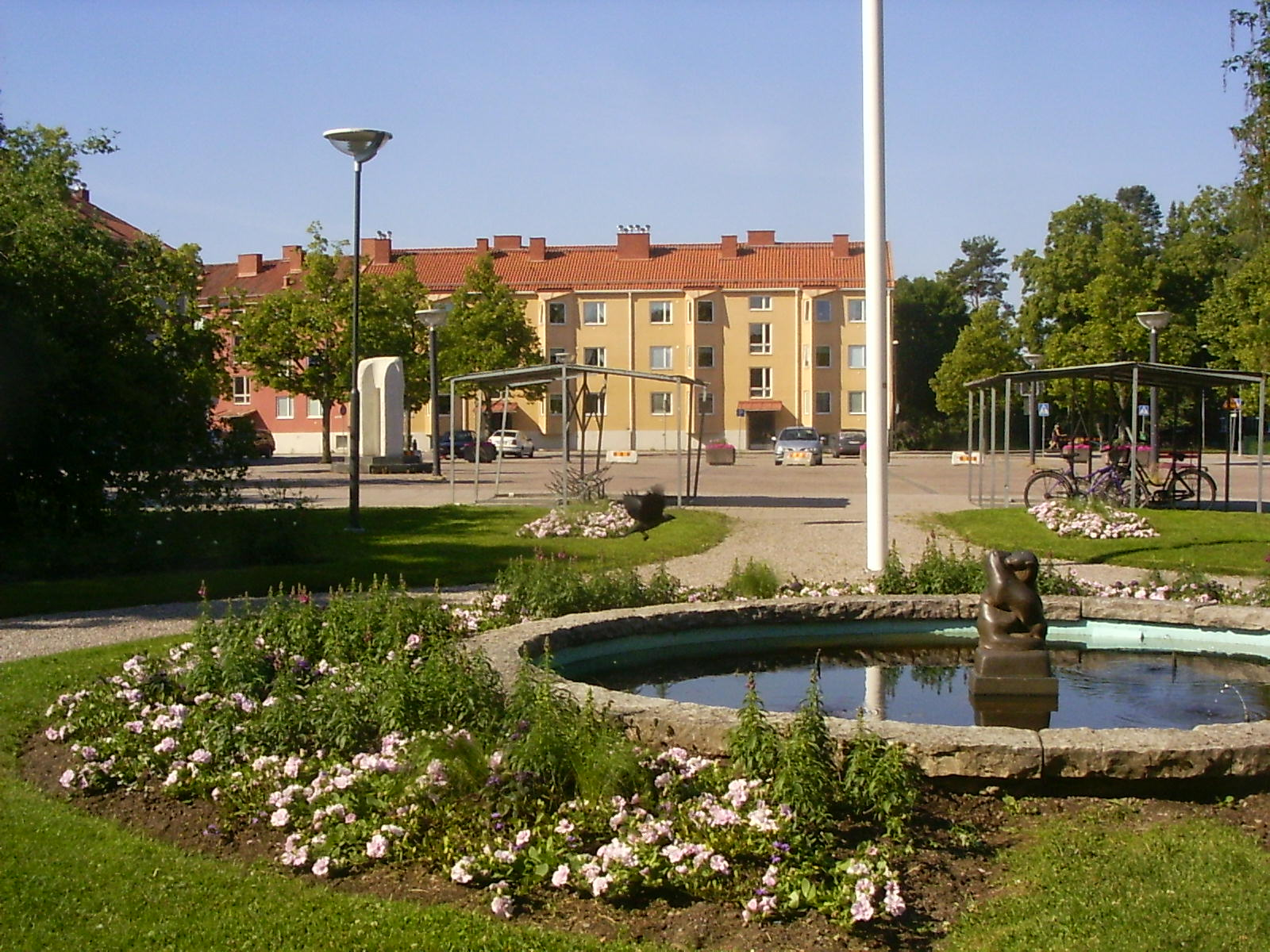
У центрі міста

## Покликання
- Сайт комуни Кунгсер [Архівовано 3 квітня 2022 у Wayback Machine.]